# Fensulfothion
Fensulfothion ist eine 1:1-Mischung von zwei stereoisomeren chemischen Verbindungen aus der Gruppe der Thiophosphorsäureester.

## Gewinnung und Darstellung
Fensulfothion kann durch Reaktion von O,O-Diethylphosphorchlorthioat mit 4-Methylmercaptophenol und anschließend mit Wasserstoffperoxid gewonnen werden.

## Eigenschaften
Fensulfothion ist eine gelbe bis braune Flüssigkeit, die schwer löslich in Wasser ist.

## Verwendung
Fensulfothion wird als Nematizid und Insektizid verwendet. Die Verbindung wurde 1965 von Bayer auf den Markt gebracht.
In den Staaten der EU und in der Schweiz sind keine Pflanzenschutzmittel mit diesem Wirkstoff zugelassen.